# フェルドバッハ - バト・グライヒェンベルク線
フェルドバッハ - バト・グライヒェンベルク線（ドイツ語;Bahnstrecke Feldbach–Bad Gleichenberg）は、シュタイアーマルク州営鉄道の鉄道線の名称である。路線番号は532。

## 運行形態
- フェルドバッハ - バト・グライヒェンベルク　【年末年始と春・夏・秋の土曜・休日運行】
全て各駅停車。季節限定で、一日あたり4往復（年末年始は3往復）、3時間間隔での運行。フェルドバッハで、530号線グラーツ方面の列車と接続する。
過去の運行形態
2020年以前は通年毎日運行で、平日の早朝片道1本のみ、フェルドバッハの州営線駅始発であった。
2021年度に全てフェルドバッハ駅発着となった。
2022年度は、年末年始と夏・秋の季節運行であった。
2023年度より、春季にも運行する様になった。

## 駅一覧
以下では、オーストリア国鉄532号線の駅と営業キロ、停車列車、接続路線などを一覧表で示す。
| 路線名 | 駅名                                             | 駅間営業キロ | 累計営業キロ | 接続路線 | 所在地               | 所在地                   |
| ------ | ------------------------------------------------ | ------------ | ------------ | -------- | -------------------- | ------------------------ |
| 532    | フェルドバッハ駅                                 | -            | 0.0          | 530号線  | シュタイアーマルク州 | 南東シュタイアーマルク郡 |
| 532    | フェルドバッハ州営線駅                           | 1.7          | 1.7          |          | シュタイアーマルク州 | 南東シュタイアーマルク郡 |
| 532    | オーエト・ジードルング駅                         | 1.6          | 3.3          |          | シュタイアーマルク州 | 南東シュタイアーマルク郡 |
| 532    | オーエト駅                                       | 1.0          | 4.3          |          | シュタイアーマルク州 | 南東シュタイアーマルク郡 |
| 532    | プレーディベルク駅                               | 3.2          | 7.5          |          | シュタイアーマルク州 | 南東シュタイアーマルク郡 |
| 532    | フィーシャ駅                                     | 2.1          | 9.6          |          | シュタイアーマルク州 | 南東シュタイアーマルク郡 |
| 532    | ブルクフリート駅                                 | 1.9          | 11.5         |          | シュタイアーマルク州 | 南東シュタイアーマルク郡 |
| 532    | グナス駅                                         | 0.8          | 12.3         |          | シュタイアーマルク州 | 南東シュタイアーマルク郡 |
| 532    | カッツェンドルフ駅                               | 2.3          | 14.6         |          | シュタイアーマルク州 | 南東シュタイアーマルク郡 |
| 532    | マイアースドルフ駅                               | 0.6          | 15.2         |          | シュタイアーマルク州 | 南東シュタイアーマルク郡 |
| 532    | ホフシュテッテン駅                               | 2.1          | 17.3         |          | シュタイアーマルク州 | 南東シュタイアーマルク郡 |
| 532    | トラウトマンスドルフ・イン・シュタイアーマルク駅 | 2.3          | 19.6         |          | シュタイアーマルク州 | 南東シュタイアーマルク郡 |
| 532    | バト・グライヒェンベルク駅                       | 1.6          | 21.2         |          | シュタイアーマルク州 | 南東シュタイアーマルク郡 |